# زیتون (رستم)
زیتون، روستایی از توابع شهرستان رستم در استان فارس ایران است.

## جمعیت
این روستا در دهستان رستم دو قرار دارد و براساس سرشماری مرکز آمار ایران در سال ۱۳۸۵، جمعیت آن ۵۰ نفر (۱۰خانوار) بوده‌است.